# Matti Yrjänä Joensuu
Matti Yrjänä Joensuu (Helsinki, 31 ottobre 1948 – Valkeakoski, 4 dicembre 2011) è stato uno scrittore finlandese di romanzi polizieschi.

## Biografia
Nato il 31 ottobre 1948 a Helsinki, si laurea agente di polizia nel 1973 e presta servizio fino al 2006 presso il dipartimento di polizia della città natale.
È principalmente noto per gli undici romanzi aventi per protagonista il poliziotto gentile Timo Harjunpää trasposti a più riprese in televisione e insigniti di numerosi riconoscimenti tra i quali il Martin Beck Award nel 1987.
Muore nella sua abitazione a Valkeakoski il 4 dicembre 2011 all'età di 63 anni.

## Opere principali

### Serie Timo Harjunpää
- Väkivallan virkamies (1976)
- Harjunpää ja pyromaani (1978)
- Harjunpää ja kapteeni Karhu (1981)
- Harjunpää ja ahdistelija (1982)
- Harjunpää e il figlio del poliziotto (Harjunpää ja poliisin poika, 1983), Padova, Meridiano Zero, 2001 traduzione di Cristina Barezzani ISBN 88-8237-030-5.
- Harjunpää ja heimolaiset (1984)
- Harjunpää ja rakkauden lait (1985)
- Harjunpää ja kiusantekijät (1986)
- Harjunpää ja rakkauden nälkä (1993)
- Harjunpää ja pahan pappi (2003)
- La stanza di ferro (Harjunpää ja rautahuone, 2010), Roma, Elliot, 2013 traduzione di Rosario Fina ISBN 978-88-6192-262-4.

### Altri romanzi
- Possu ja paavin panttivangit (1977)

## Premi e riconoscimenti
- Valtion kirjallisuuspalkinto: 1982 per Harjunpää ja kapteeni Karhu
- Vuoden johtolanka-palkinto: 1985 per Harjunpää ja heimolaiset, 1994 per Harjunpää ja rakkauden nälkä, 2004 per Harjunpää ja pahan pappi
- Martin Beck Award: 1987 per Harjunpää ja kiusantekijät